# Xiaomi SU7
Xiaomi SU7 (кит. 小米SU7) — полноразмерный электромобиль, выпускаемый китайской компанией Xiaomi по лицензии BAIC Motor с декабря 2023 года. Поставки начались в феврале 2024 года.
По словам производителей «SU» означает «Speed Ultra» (рус. «Сверхскоростной»), а цифра 7 указывает на рыночный сегмент автомобиля.
Модель доступна в комплектациях Pro и Max.

## Описание
О производстве электромобилей компания Xiaomi объявила в марте 2021 года. Компания заявила, что инвестирует в проект 10 миллиардов юаней. Подразделение Xiaomi Automobile было основано в 2021 году в Зоне экономического и технологического развития Пекина. В августе 2023 года государственный комитет по развитию и реформам КНР разрешил компании Xiaomi выпускать автомобили.
Разработанный под кодовым обозначением MS11, SU7 выпускается при сотрудничестве с BAIC. Производство началось в декабре 2023 года.
28 марта 2024 года стартовали официальные продажи в Китае, цена от 215,900 юаней (примерно 30 тыс. долларов или 3 млн. рублей).

## Технические характеристики
Заднеприводный вариант Xiaomi SU7 оснащён электродвигателем мощностью 220 кВт (295 л. с.), а полноприводный — двумя электродвигателями суммарной мощностью 495 кВт (664 л. с.). Максимальная скорость заднеприводной модели ограничена до 210 км/ч, а полноприводной — до 265 км/ч.

## Происшествия
- В апреле 2025 года в Китае произошло первое смертельное ДТП, в результате погибло 3 человека. Компания опубликовала подробный отчёт о произошедшем, из этих данных следует что автопилот за несколько секунд предупредила водителей о препятствии[13].

## Галерея

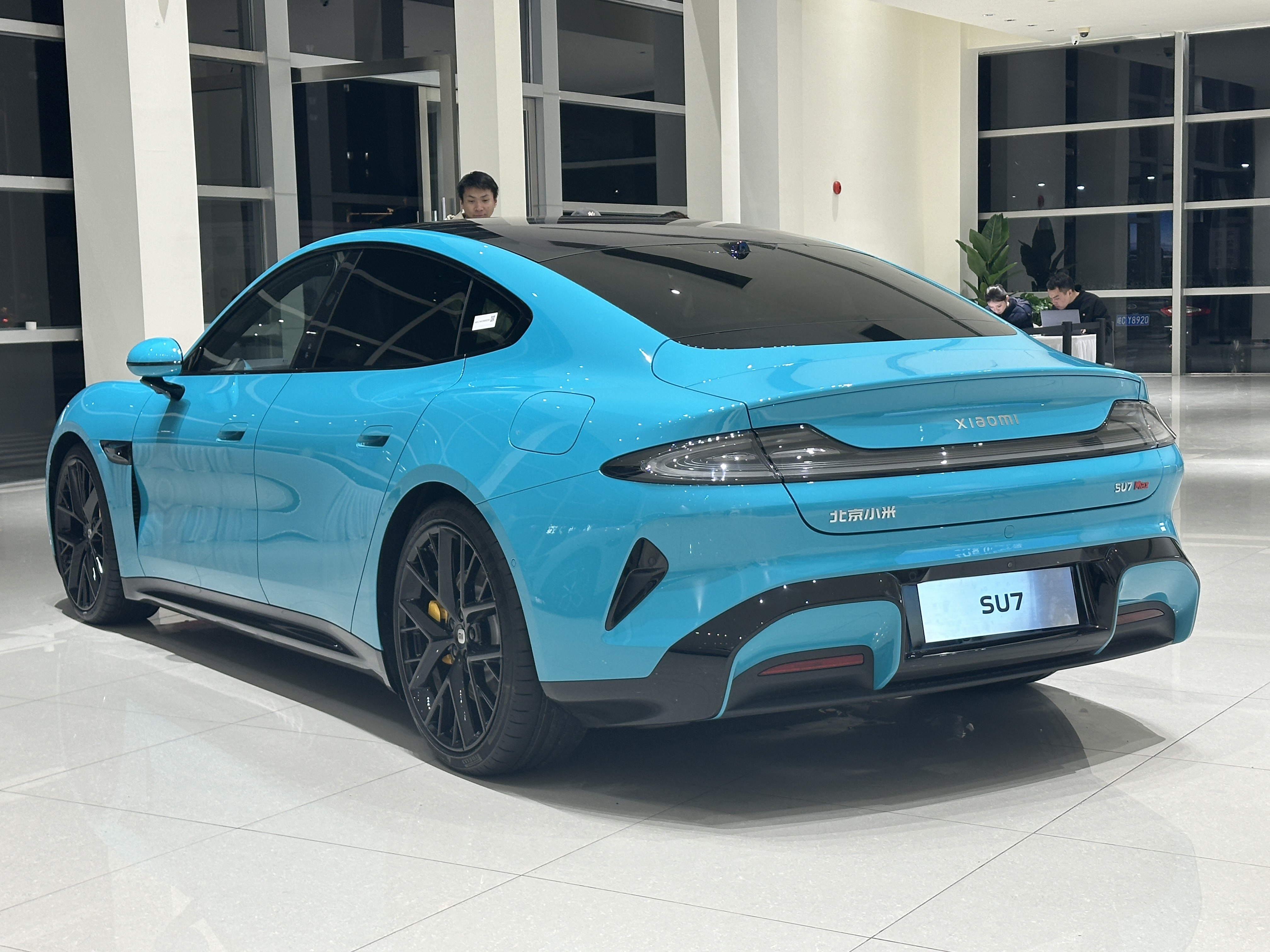
Вид сзади
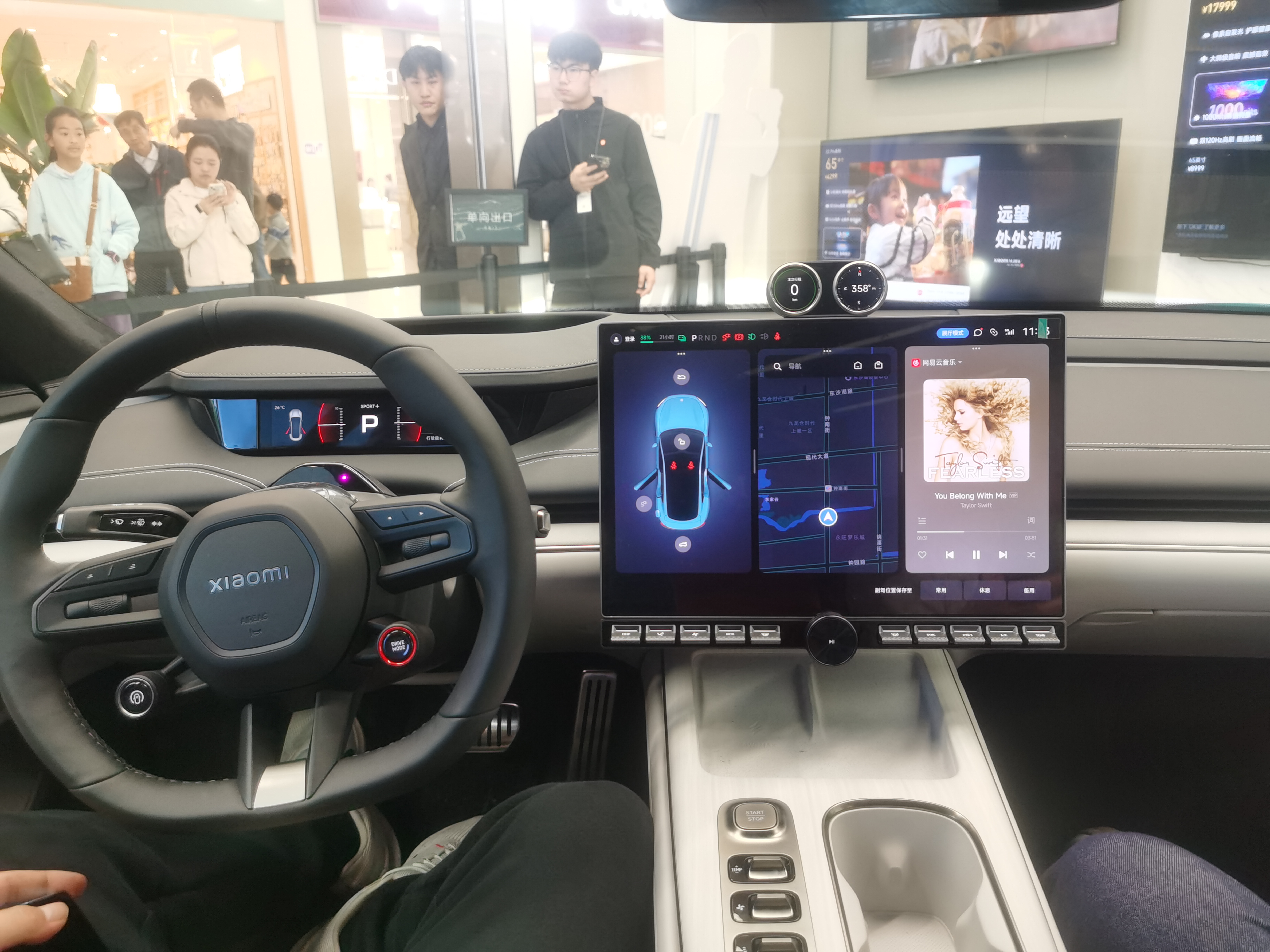
Салон
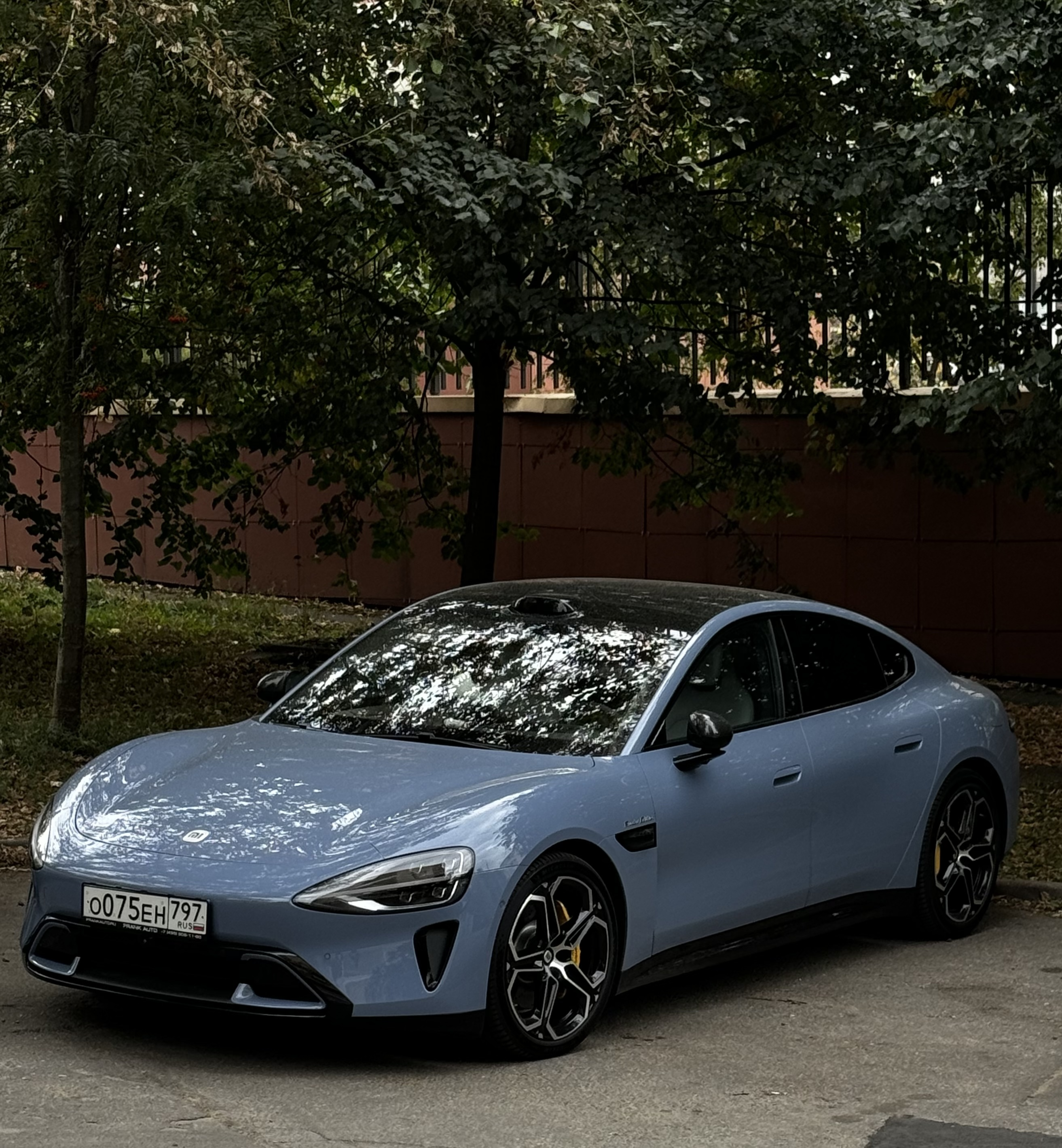
Xiaomi SU7 Max в Москве